# Inno e Marcia Pontificale
Inno e Marcia Pontificale  je od 1950. godine nacionalna himna države Vatikan.
Tekst je napisao Antonio Allegra (1905. – 1969.), a glazbu
Charles Gounod (1818. – 1893.).

## Talijanski

### Inno
Roma immortale di Martiri e di Santi,
Roma immortale accogli i nostri canti:
Gloria nei cieli a Dio nostro Signore,
Pace ai Fedeli, di Cristo nell'amore.
A Te veniamo, Angelico Pastore,
In Te vediamo il mite Redentore,
Erede Santo di vera e santa Fede;
Conforto e vanto a chi combate e crede,
Non prevarranno la forza ed il terrore,
Ma regneranno la Verità, l'Amore.

### Marcia Pontificale
Salve Salve Roma, patria eterna di memorie,
Cantano le tue glorie mille palme e mille altari.
Roma degli apostoli, Madre guida dei Rendenti,
Roma luce delle genti, il mondo spera in te!
Salve Salve Roma, la tua luce non tramonta,
Vince l'odio e l'onta lo splendor di tua beltà.
Roma degli Apostoli, Madre e guida dei Redenti,
Roma luce delle genti, il mondo spera in te!

## Latinski I
Sedes es Petri, qui Romae effudit sanguinem,

Petri, cui claves datae sunt regni caelorum.

Pontifex, Tu successor es Petri;

Pontifex, Tu magister es tuos confirmas fratres;

Pontifex, Tu qui Servus servorum Dei,

hominumque piscator, pastor es gregis,

ligans caelum et terram.

Pontifex, Tu Christi es vicarius super terram,

rupes inter fluctus, Tu es pharus in tenebris;

Tu pacis es vindex, Tu es unitatis custos,

vigil libertatis defensor; in Te potestas.

Tu Pontifex, firma es petra, et super petram hanc
aedificata est Ecclesia Dei.

O felix Roma - O Roma nobilis.

## Latinski II

### Hymnus
Roma, alma parens, Sanctorum Martyrumque, 

Nobile carmen, te decete, sonorumque, 

Gloria in excelsis, paternæ maiestati 

Pax et in terra fraternæ caritati 

Ad te clamamus, Angelicum pastorem: 

Quam vere refers, Tu mitem Redemptorem! 

Magister Sanctum, custodis dogma Christi, 

Quod unun vitæ, solamen datur isti. 

Non prævalebunt horrendæ portæ infernæ, 

Sed vis amoris veritatisque æternæ. 

### Modus
Salve, Roma! 

In te æterna stat historia, 

Inclyta, fulgent gloria 

Monumenta tot et aræ. 

Roma Petri et Pauli, 

Cunctis mater tu redemptis, 

Lúmen cunctæ in facie gentis 

Mundique sola spes! 

Salve, Roma! 

Cuius lux occasum nescit, 

Splendet, incandescit, 

Et iniquo oppilat os. 

Pater Beatissime, 

Annos Petri attinge, excede 

Unum, quæsumus, concede: 

Tu nobis benedic. 

## Prijevod na hrvatski
O Rime besmrtni, grade mučenika i svetaca, 

o besmrtni Rime, primi naše molitve, 

slava Bogu i Gospodinu našem na nebesima, 

a mir među ljudima koji Krista slave! 

Tebi dolazimo, anđeoski Pastiru, 

u Tebi vidimo krotkog Spasitelja. 

Ti si sveti nasljednik Slave, 

ohrabrenje i ponos onih koji vjeruju i koji se bore. 

Sila i nasilje ne će zagospodariti, 
 
ali istina i ljubav hoće.
PONTIFIKALNI MARŠ
Živio, o Rime, vječno prebivalište sjećanja; 

tisuće palmi i tisuće oltara pjeva u tvoju slavu. 

Grade Apostolski, majko i vodiču izabrani, 

svjetlosti naroda, i nado svijetu! 

Živio, O Rime! Tvoja svjetla nikada ne će izbljedjeti; rušitelji ljepote tvoje nestaju u mržnji i sramu. 

Grade Apostolski, majko i vodiču izabrani, 

svjetlosti naroda, i nado svijetu!

## Vanjska poveznica
- Audio-Stream himna države Vatikan (Real Player)